# ヴァツワフ・シェルピニスキ

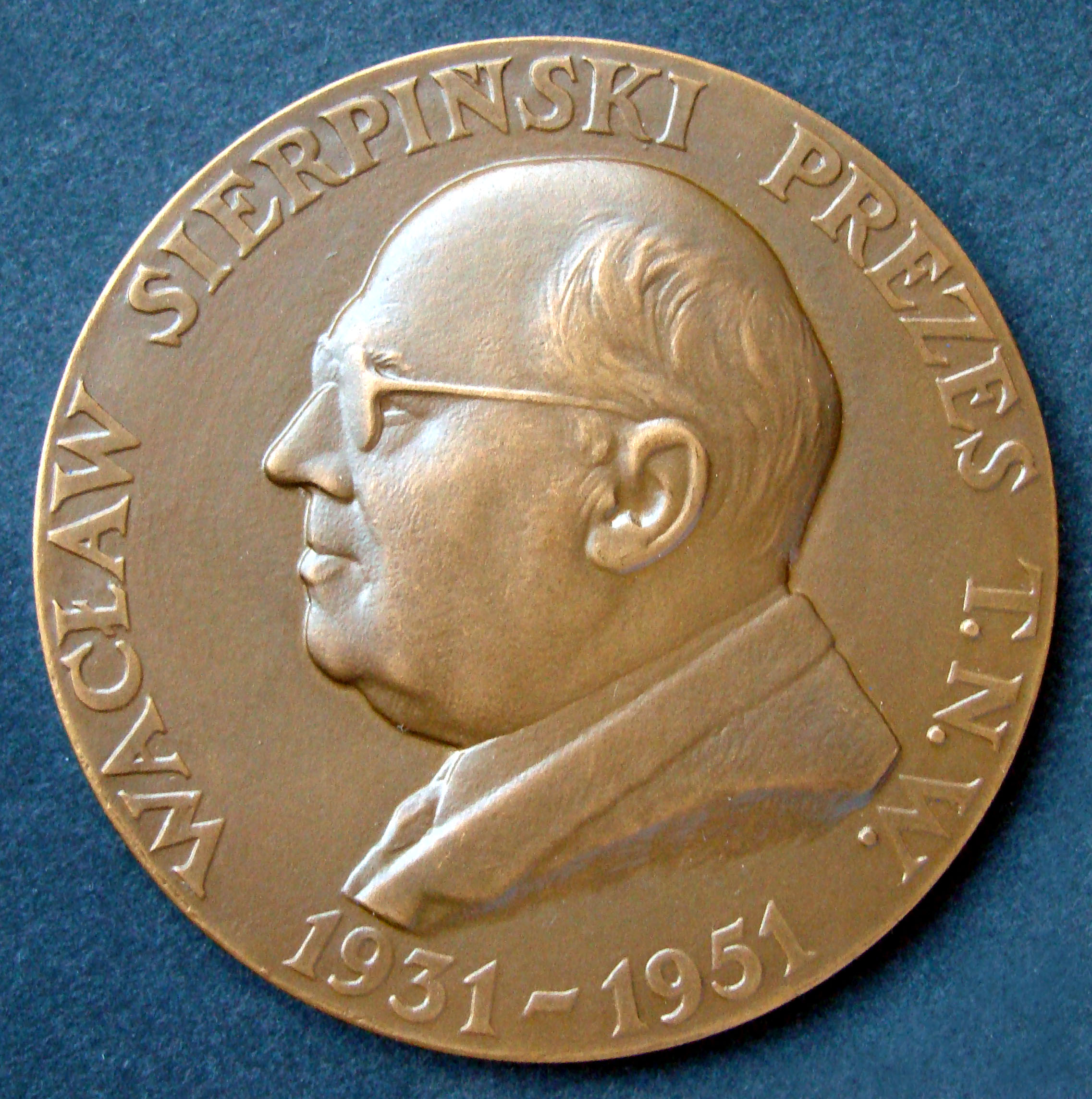
シェルピンスキの記念メダル

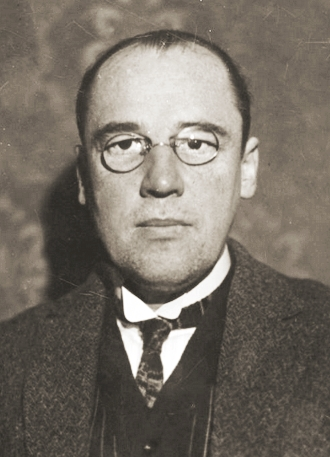
ヴァツワフ・シェルピニスキ

ヴァツワフ・シェルピニスキ（Wacław Franciszek Sierpiński、シェルピンスキー、1882年3月14日 - 1969年10月21日）とは、ワルシャワで生没したポーランドの数学者である。彼は集合論（選択公理や連続体仮説に関する研究）や数論、関数論、位相幾何学に対する多大な貢献をしたことで知られている。彼は、700部を越す論文と、50冊の本を出版した（そのうちの2つ、『一般位相数学入門』Introduction to General Topology ,1934 と 『一般位相数学』General Topology,1952は、カナダの数学者 セシリア・クリューガーによって英訳されている）。
3 つの有名なフラクタルが、彼の名にちなんでいる（シェルピンスキーの三角形、シェルピンスキーのカーペット、シェルピンスキー曲線）。

## 教育
シェルピンスキは、医師コンスタンティ・シェルピンスキとルトヴィカの間にワピンスクで生まれた。1900年、ワルシャワ第五古典ギムナジウムを卒業。ワルシャワ大学の理数学科に入学し、1904年に卒業した。1903年、まだワルシャワ大学にいたころ、理数学科が生徒を対象に、ゲオルギー・ヴォロノイの数論に対する貢献について、最も優秀な小論文に賞を出すと発表した。これに対しシェルピンスキは、自分の小論文で金メダルを獲得した。これが、彼の最初の有名な数学の功績の土台となったのである。彼は、自分の作品がロシア語で出版されることに気乗りしなかったため、これを1907年、サムエル・ディクシュタインの数学誌「The Works of Mathematics and Physics」が出版されるまで控えた。
1904年の卒業の後、シェルピンスキはワルシャワ第四女子ムナジウムで、数学と物理学の教師として働いた。ところが、学校がストライキで閉鎖してしまったため、シェルピンスキは博士号を取るためクラクフへと発った。クラクフのヤギェウォ大学で、彼はスタニスワフ・ザレンバによる数学の授業に出席した。彼はまた、天文学や哲学も学んだ。彼は博士号を取り、1908年、リヴィウ大学に就いた。

## 数学への貢献
シェルピンスキが集合論に関心を持ったのは、「平面上にある（複数の）点は一つの座標で定義可能である」という定理に遭遇したからであった。その証明について当時ゲッティンゲンにいた数学者タデウシュ・バナヒェヴィチに質問したところ、彼の回答は一言カントールだけであった。これを契機に集合論の研究を本格的に始める。リヴィウ大学に奉職して6年の間に数多くの論文を発表し、数論に関する3冊の本を公刊するまでに至った。
第一次世界大戦が勃発すると、迫害を避けるために家族と共にロシアに移り、ニコライ・ルージンと共に集合論の研究を継続。終戦と共に復職するが、間も無くワルシャワ大学に移籍。ポーランド・ソビエト戦争ではポーランド軍参謀本部で作戦立案に携わる。更にジグムント・ヤニシェフスキらと数学雑誌の立ち上げに参画しながら集合論の研究を進め、シェルピンスキ曲線として現在知られているものを発表している。

## 関連記事
- シェルピンスキーの三角形
- シェルピンスキーのカーペット
- シェルピンスキー数
- シェルピンスキー曲線
- シェルピンスキーの定数
- シェルピンスキー空間
- シェルピンスキー集合
- メンガーのスポンジ